# فاتژ
شهر فاتژ (به روسی: Фатеж) در کشور روسیه و در اوبلاست کورسک واقع شده‌است.